# Илья Чернев
Илья Чернев (литературный псевдоним Леонова Александра Андреевича; 9 [22] марта 1900, Николаевск-на-Амуре, Российская империя — 4 июня 1962, Москва, СССР) — русский советский писатель, переводчик. Выходец из патриархального сибирского крестьянства, так называемых «семейских» (раскольников-староверов, переселенных в XVIII веке Екатериной II в Забайкалье). Автор романов «Семейщина», «Мой великий брат», повести «Таежная армия», рассказов, очерков, фельетонов. Все произведения писателя посвящены Сибири и Дальнему Востоку.

## Биография
Родился в семье выходца из старообрядческого села Никольского,  приискового служащего. Семья Леоновых оказалась на Амуре в конце 1890-х годов, в связи с переселением значительного количества старообрядцев. В Николаевске Александр Леонов окончил начальную школу, рано начал работать. Начал писать рассказы и стихи в пятнадцать лет. Продолжил образование в реальном училище, после которого в 1917 году, поступил в Томский университет. Однако смерть отца и дальнейшие события не позволили ему окончить образование. В 1919 году вместе с остальной семьёй переехал в Благовещенск, где стал пробовать силы в журналистике. Родители были против этого. Однако вскоре его рассказы, стихи, фельетоны в стали активно печататься в разных газетах Благовещенска, Хабаровска, Владивостока, Иркутска, Улан-Удэ.
Как журналист, за 1920—1928 годы. Леонов побывал во многих городах Приморья, Приамурья, Забайкалья, Бурятии.
С 1921 года работает в газете «Красное знамя» в г. Владивостоке. В 1925—1927 - в «Тихоокеанской звезде» в Хабаровске. В 1927—1929 годах — в «Амурской правде» в Благовещенске.
В 1929-1930 году в Улан-Удэ он живёт и работает в «Бурят — Монгольской правде».
В 1931 Александр Андреевич, набравшись журналистского опыта, приглашён на должность ответственного секретаря журнала Будущая Сибирь в г. Иркутске. Здесь, под псевдонимом "Илья Чернев" он впервые публикует крупное прозаическое произведение «Дворцы на Кульдуре». Затем он работает над произведением, которое в дальнейшем было переработано и мнократно переиздано, под названиями «Лягушка не знает океана», «Таёжная армия».
Событиям гражданской войны и борьбе против интервентов на Дальнем Востоке посвящён его многоплановый роман «Мой великий брат», впервые изданный в 1954 г. Эта тема была раскрыта им на судьбах Сергея Лазо, братьев Шиловых, других исторических личностей.
Однако всю свою жизнь Ильч Чернев пишет «главную свою книгу» — роман-трилогия «Семейщина», полная и достоверная «летопись родного села».
В 1933 г. переезжает в Москву и посвящает себя литературному труду.
Первая часть трилогии «Семейщина»  — роман «Пасынки Екатерины» выходит в Сибирском книжном издательстве в 1933 году и получает высокую оценку А. А. Фадеева. В 1936 и 1939 гг. в московском издательстве изданы вторая («Крутые года») и третья («Артельная жизнь») части трилогии, так же отмеченные положительно центральной критикой и прессой.
В романе автор подробно описал судьбу старообрядческого рода Леоновых от дедов до правнуков на фоне крупнейших исторических событий со 2-й половине XIX в. вплоть до 1937 года. Критик А. Макаров писал: «Величавое древо этой семьи столь ветвисто, что по его ветвям и побегам можно прочесть всю историю русского крестьянства…».
Помимо писательства, в 1950-е годы он переводит повести Х. Намсараева и
Д. Батожабая.
Он отредактировал роман Тугутова, опубликованный под названием «Побратимы» в журнале «Свет над Байкалом».
Как публицист, Чернев написал документальную книгу «Бойцы вспоминают минувшие дни»о братьях Цыпыловых.
Илья Чернев планировал писать повесть о 1600 политических заключенных, расстрелянных в казармах Кяхты семеновской контрразведкой. Но эта задумка не была реализована из-за преждевременной смерти писателя.
Умер в Москве 4 июня 1962 года. Похоронен на Переделкинском кладбище. На родине Леоновых, в забайкальском селе Никольске, в школьном краеведческом музее оформлен уголок, посвящённый ему. В память о нём ежегодно, в день его рождения проводятся экскурсии, литературные часы.